# Кафедра (сериал)
«Кафедра» (англ. The Chair) — американский драматический сериал режиссёров Дэвида Бениоффа и Д. Б. Уайсса с Сандрой О, Холланд Тейлор и Бобом Балабаном в главных ролях. Премьера состоялась 20 августа 2021 года на Netflix, сериал получил положительные отзывы критиков.

## Сюжет
Сериал рассказывает о буднях университетских работников в США. Главная героиня, Джи-Ён Ким, недавно возглавила кафедру английского языка, и теперь ей нужно доказать свою профессиональную пригодность. Один из преподавателей неудачно пошутил, отдав нацистское приветствие во время лекции о Камю и Беккете, так что Джи-Ён Ким приходится улаживать этот скандал. Параллельно она пытается выстроить отношения с приёмной дочерью.

## В ролях
- Сандра О — Джи-Ён Ким
- Холланд Тейлор — профессор Джоан Хэмблинг
- Боб Балабан — Эллиот Ренц
- Джей Дюпласс — Боб Добсон
- Нана Менса — Яз Маккей
- Эверли Карганилла — Джу-Хи Ким
- Дэвид Морс — Пол Ларсон

## Создание и оценки
Режиссёрами проекта стали Дэвид Бениофф и Д. Б. Уайсс, сценарий написали Аманда Пит и Энни Джлия Уайман, а Пит стала к тому же одним из исполнительных продюсеров. Премьера состоялась 20 августа 2021 года на Netflix.
На сайте-агрегаторе отзывов Rotten Tomatoes «Кафедра» получила рейтинг 86 % со средней оценкой 6,9 из 10. Рецензенты с этого ресурса констатировали, что сериал слишком короток, чтобы реализовать все свои амбиции, но благодаря хорошей актёрской игре и знаниям сценаристов об университетской жизни он может доставить удовольствие зрителю. Metacritic оценил «Кафедру» на 73 балла из 100, что указывает на «в целом положительные отзывы». Келли Лоулер из USA Today дала сериалу три звезды из четырёх, отметив, что «Кафедра» слишком амбициозна, «как и большинство студентов колледжа, и иногда терпит неудачи». Бен Трэверс из IndieWire поставил сериалу оценку «В». По его мнению, «Кафедре» стоило остаться «романтической комедией об университетской жизни», но авторы шоу попытались «охватить как можно больше пространства».
Татьяна Алёшичева («Коммерсантъ») констатировала в своей рецензии, что «Кафедра» «копирует в комедийном ключе реалии битвы за новую этику в большом мире»: «на фоне милого и безобидного ромкома» авторы сериала, по словам критика, формируют чёткое послание: «Давайте не будем доводить эту борьбу до абсурда». По мнению Алихана Исрапилова («Фильм.ру»), «у „Кафедры“ был потенциал стать одним из самых комплексных и обсуждаемых проектов Netflix в этом году, но получилась просто легкая и воодушевляющая драмеди о преодолении себя».